# Tiền chấn
Tiền chấn là một trận động đất xảy ra trước một trận động đất lớn hơn (động đất chính) và có liên quan đến nó trong cả không gian và thời gian. Việc xác định một trận động đất là Tiền chấn, động đất chính hay dư chấn chỉ có thể hoàn thành sau khi đầy đủ trình tự của các sự kiện đã xảy ra.

## Sự xuất hiện
Hoạt động tiền chấn đã được phát hiện xảy ra cùng với khoảng 40% các động chất vừa và lớn, và khoảng 70% các động đất >7.0 độ Richter. Chúng xảy ra từ một vài phút đến vài ngày hoặc thậm chí còn dài hơn trước động đất chính, ví dụ như động đất Sumatra năm 2002 được coi như là một tiền chấn của trận động đất và sóng thần Ấn Độ Dương 2004 với một sự chậm trễ hơn hai năm giữa hai sự kiện.
Một số động đất lớn (>8.0 độ Richter) không cho thấy có hoạt động tiền chấn nào, ví dụ như trận động đất 8.6 độ Richter năm 1950, Ấn Độ- Trung quốc.
Sự gia tăng hoạt động tiền chấn khó để định lượng cho một trận động đất nhưng trở nên rõ ràng với sự kết hợp các kết quả của nhiều sự kiện khác nhau. Từ các quan sát được kết hợp, sự gia tăng trước động đất chính được xác định tuân theo quy luật năng lượng đảo nghịch. Điều này có thể chỉ ra rằng tiền chấn tại ra thay đổi ứng suất tạo ra động đất chính hoặc sự gia tăng có liên quan đến sự gia tăng áp suất chung trong khu vực.

## Cơ học
Việc quan sát tiền chấn gắn liền với nhiều động đất cho thấy rằng chúng là một phần của một quá trình chuẩn bị trước động đất chính. Trong một mô hình đứt gãy động đất, quá trình hình thành tăng dần, bắt đầu với một sự kiện rất nhỏ gây nên một lớn hơn, tiếp tục cho đến khi đứt gãy động đất chính được kích hoạt. Tuy nhiên, phân tích về một số tiền chấn đã chỉ ra rằng họ có xu hướng giảm bớt sức căng  xung quanh đứt gãy. Xét theo cách này, tiền chấn và dư chấn là các phần của cùng một quá trình. việc này được hỗ trợ bởi một mối quan hệ được quan sát giữa các tỷ lệ của tiền chấn và tỷ lệ dư chấn cho một sự kiện.

## Dự báo động đất
Sự gia tăng hoạt động địa chấn ở một khu vực đã được dùng như một phương pháp dự đoán động đất, nhất là trong trường hợp của động đất Haicheng 1975 ở Trung quốc, nơi một cuộc sơ tán đã được tổ chức bởi sự gia tăng hoạt động địa chấn. Tuy nhiên, hầu hết động đất thiếu các dấu hiệu tiền chấn rõ ràng và phương pháp này đã được chứng minh là không hữu ích, vì hầu hết động đất nhỏ không phải tiền chấn, dẫn đến có thể xảy ra báo động giả. Động đất dọc ranh giới chuyển dạng đại dương cho thấy hành vi lặp lại, cho phép dự đoán cả vị trí và thời gian của những trận động đất này.

## Ví dụ của động đất với các hoạt động tiền chấn
- Ví dụ mới nhất loại động đất này là Động đất Kumamoto 2016.
- Động đất mạnh nhất của loại này là động đất Valdivia 1960 mà có độ lớn 9,5 MW.

| Ngày (Tiền chấn)                           | Cường độ (Thang độ lớn mô men MW)(Tiền chấn) | Quốc gia  | Vùng           | Ngày (động đất chính) | Độ sâu  | Độ lớn | Cường độ                 | Tên                                    | Số người chết | Sóng thần |
| ------------------------------------------ | -------------------------------------------- | --------- | -------------- | --------------------- | ------- | ------ | ------------------------ | -------------------------------------- | ------------- | --------- |
| 21/05/1960 (1 ngày trước động đất chính)   | 7,9                                          | Chile     | Vùng Araucanía | 22/05/1960            | 35 km   | 9,5 MW | XII Mercalli             | Động đất Valdivia 1960                 | 1.655         | ✔         |
| 2/11/2002 (2 năm trước động đất chính)     | 7,3                                          | Indonesia | Sumatra        | 26/12/2004            | 30 km   | 9,1 MW | ✖                        | Động đất và sóng thần Ấn Độ Dương 2004 | 230.000       | ✔         |
| 20/10/2006 (299 ngày trước động đất chính) | 6,4                                          | Peru      | Vùng Ica       | 15/08/2007            | 35 km   | 8,0 MW | VIII Mercalli            | Động đất Peru 2007                     | 596           | ✔         |
| 23/1/2007 (3 tháng trước động đất chính)   | 5,2                                          | Chile     | Vùng Aysén     | 21/04/2007            | 6 km    | 6,2 MW | VII Mercalli             | Động đất Vịnh hẹp Aysén 2007           | 10            | ✔         |
| 9/3/2011 (2 ngày trước động đất chính)     | 7,3                                          | Nhật      | Tỉnh Miyagi    | 11/03/2011            | 30 km   | 9,0 MW | IX Mercalli and 7 Shindo | Động đất và sóng thần Tōhoku 2011      | 15.891        | ✔         |
| 16/3/2014 (15 ngày trước động đất chính)   | 6,7                                          | Chile     | Vùng Tarapacá  | 01/04/2014            | 20,1 km | 8,2 MW | VIII Mercalli            | Động đất Iquique 2014                  | 7             | ✔         |
| 14/4/2016 (2 ngày trước động đất chính)    | 6,2                                          | Nhật Bản  | Tỉnh Kumamoto  | 16/04/2016            | 11 km   | 7,0 MW | IX Mercalli              | Động đất Kumamoto 2016                 | 41            | X         |

- Chú ý: ngày được tính theo thời gian địa phương.